# ماكس ريتر
ماكس ريتر (بالألمانية: Max Ritter)‏ هو سباح ألماني، ولد في 7 نوفمبر 1886 في ماغديبورغ في ألمانيا، وتوفي في 24 مايو 1974.

## وصلات خارجية
- ماكس ريتر على موقع قاعة مشاهير السباحة العالمية (الإنجليزية)
- ماكس ريتر على موقع أوليمبيديا (الإنجليزية)